# Adohoun
Adohoun är en ort i Benin. Den ligger i den södra delen av landet, 100 kilometer väster om huvudstaden Porto-Novo. Adohoun ligger 19 meter över havet och antalet invånare är 10 622.
Terrängen runt Adohoun är mycket platt. Runt Adohoun är det tätbefolkat, med 257 invånare per kvadratkilometer.. Närmaste större samhälle är Lokossa, 5,6 kilometer öster om Adohoun.
Omgivningarna runt Adohoun är en mosaik av jordbruksmark och naturlig växtlighet.